# Lac des Deux Montagnes

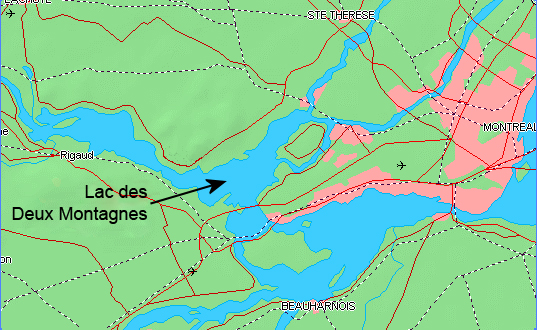
Kartläge

Lac des Deux Montagnes (engelska: Lake of Two Mountains) är en sjö som utgör en del av Ottawaflodens delta vid dess sammanflöde med Saint Lawrencefloden. Staden Deux-Montagnes ligger vid sjöns norra strand.